# Michael Keller (Politiker, 1949)
Michael Keller (* Dezember 1949 in Friedberg) ist ein deutscher Politiker (SPD) und war ab Januar 2006 zwölf Jahre der Bürgermeister der Stadt Friedberg.

## Leben
Keller besuchte die Adolf-Reichwein-Schule in Friedberg. 1968 machte er das Abitur an der Augustinerschule Friedberg. Im Anschluss studierte er Geschichte und Politikwissenschaften in Gießen. Er absolvierte das 1. und das 2. Staatsexamen. Später wurde er Kulturamtsleiter seiner Geburtsstadt. Von 1980 bis 1997 leitete er das Stadtarchiv Friedberg.
Keller ist verheiratet und hat zwei Söhne.

## Politik
Von 1999 bis 2005 war Keller Erster Stadtrat von Friedberg. Am 11. September 2005 wurde er mit 54,1 % der gültigen Stimmen zum Bürgermeister der Stadt gewählt. Das Amt trat er im Januar 2006 an. Am 4. September 2011 erfolgte seine Wiederwahl. Keller erzielte hierbei bei einer Wahlbeteiligung von 26 % 89,8 % der gültigen Stimmen. Da er bei der Wahl 2017 nicht erneut angetreten war, endete seine Amtszeit am 7. Januar 2018 und er trat seinen Ruhestand an.

## Ehrungen
2009 erhielt er die Hugo-von-Ritgen-Medaille der Fachhochschule Friedberg-Gießen.
Im Dezember 2018 wurde er für seine Verdienste um die Stadt in den zurückliegenden 38 Jahren zum Ehrenbürger von Friedberg ernannt.

## Sonstiges
Von 1986 bis 2006 war er Herausgeber der Wetterauer Geschichtsblätter.